# Zündapp-Museum der Brauerei Zoller-Hof
Das Zündapp-Museum der Brauerei Zoller-Hof ist ein Fahrzeugmuseum in Baden-Württemberg. Es gibt auch die Bezeichnungen Mattes Zündapp-Museum und Mattes-Zündapp-Museum.

## Geschichte
Das Museum befindet sich auf dem Gelände der Brauerei Zoller-Hof Graf-Fleischhut in Sigmaringen. In dem Gebäude war früher die Flaschenfüllerei untergebracht. Es bietet auf zwei Stockwerken 700 Quadratmeter Ausstellungsfläche. Die Eröffnung war am 8. Juni 2008. Der Zündapp-Sammler Adolf Mattes gab viele Exponate an das Museum. Es ist im Sommer an mehreren Tagen pro Woche geöffnet.
2023 ist der Umzug in die Marstallpassage in der Innenstadt geplant.

## Ausstellungsgegenstände

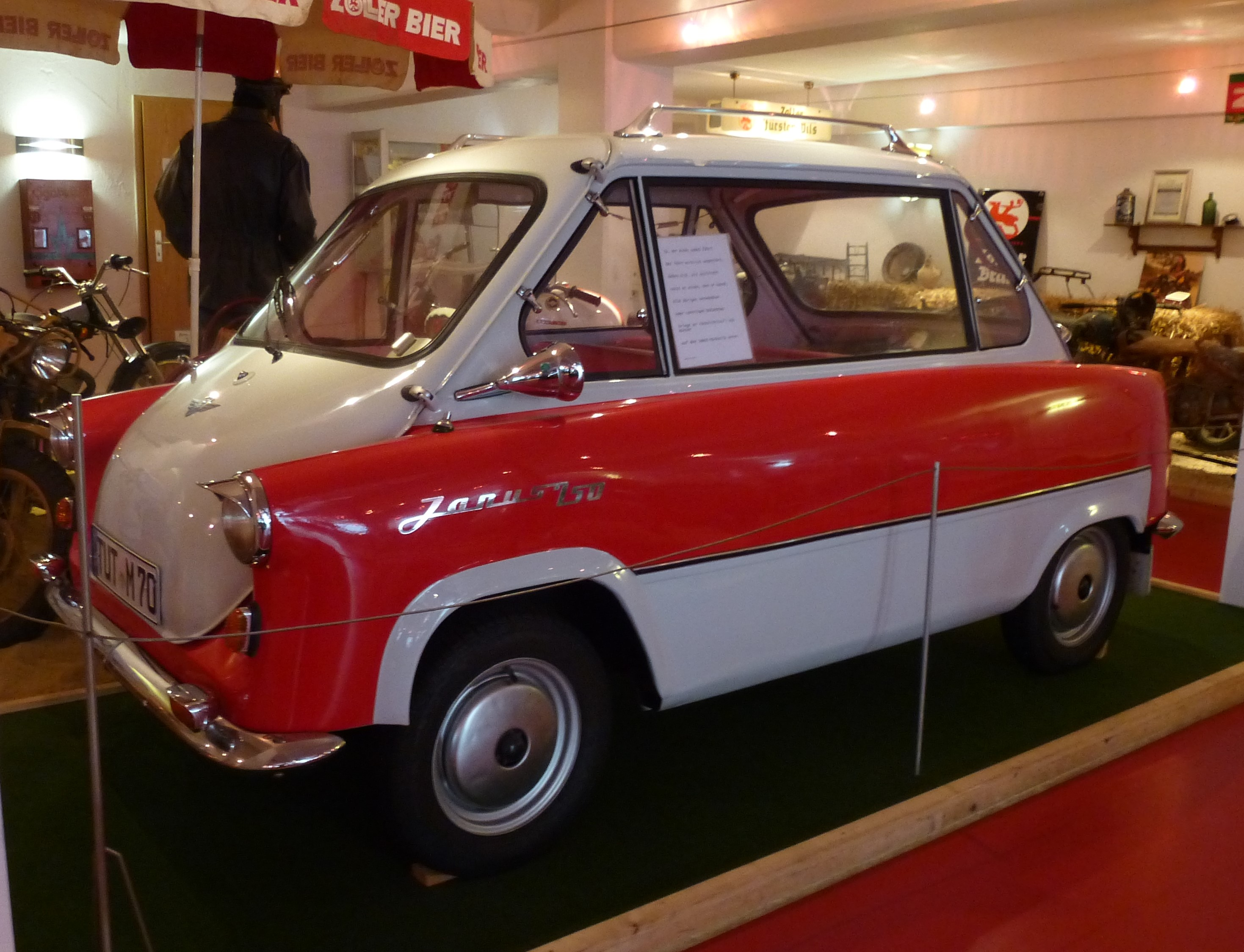
Zündapp Janus

Ausgestellt sind Produkte, die Zündapp hergestellt hat. Dies sind in erster Linie Krafträder. Genannt werden 70 Motorräder, 70 Mopeds und 30 Fahrräder. Besonderheiten sind Z 22 von 1922, Z 200 von 1929 und KS 601.
Einer von 6902 hergestellten Zündapp Janus ist ebenfalls ausgestellt.
Daneben werden Nähmaschinen, Außenbordmotoren und ein Stromaggregat sowie Rasenmäher und ein Flugmotor präsentiert.
Laut Museum sind es insgesamt etwa 100 Exponate.